# Nuphar sagittifolia
Nuphar sagittifolia är en näckrosväxtart som först beskrevs av Thomas Walter, och fick sitt nu gällande namn av Frederick Traugott Pursh. Nuphar sagittifolia ingår i släktet gula näckrosor, och familjen näckrosväxter. Inga underarter finns listade i Catalogue of Life.